# حكيم العريبي
حكيم علي محمد علي العريبي (مواليد 7 نوفمبر 1993)، لاعب كرة قدم أسترالي من أصل بحريني، يلعب حاليًا لفريق سانت ألبانز ساينتس [الإنجليزية] في الدوري الوطني الممتاز فيكتوريا [الإنجليزية]
انشق وفر إلى أستراليا في 2014 ثم حصل على الجنسية الأسترالية في مارس 2019.
في نوفمبر 2018 اعتقل لدى وصوله إلى تايلاند قادما من أستراليا لقضاء إجازة بناء على "نشرة حمراء" من الإنتربول أصدرتها البحرين، واحتُجز هناك بانتظار ترحيله إلى البحرين وهو ما عارضه. كانت هناك حملة تحث تايلاند على عدم تسليمه حتى 11 فبراير 2019 عندما أسقط مكتب المدعي العام التايلاندي قضية التسليم المرفوعة ضده بناءً على طلب البحرين. أُعيد إلى أستراليا في اليوم التالي وأصبح مواطنًا أستراليًا في الأسابيع التي تلت ذلك.

## الحياة والمسيرة الرياضية في البحرين
كان العريبي لاعب كرة قدم محترف يلعب لمنتخب البحرين لكرة القدم.
لديه شقيق يدعى عماد مسجون حاليا في البحرين على نفس الجريمة التي تم اتهام حكيم بها.

## المعارضة

### في البحرين
تحدّث العريبي عن اضطهاد وتعذيب لاعبي كرة القدم الآخرين الذين تظاهروا ضد النظام الحاكم خلال الاحتجاجات البحرينية في عام 2011 (والذي كان في الغالب بقيادة الأغلبية الشيعية في البحرين مثل العريبي بينما العائلة الحاكمة سنية).
في يوم عيد ميلاده التاسع عشر في 7 نوفمبر 2012 وهو يمشي في طريقه إلى مقهى في البحرين تم القبض عليه من قبل قوات الأمن البحرينية. اتهموه بتخريب مركز للشرطة قبل ذلك بأربعة أيام بناء على اعتراف مفترض لشقيقه عماد الذي زعم أنه أخبرهم بأن حكيم كان جزءًا من حشد من المتظاهرين الذين قذفوا المبنى بزجاجات المولوتوف.

#### تفاصيل الجريمة المزعومة
في اليوم التالي أخبر العريبي النيابة العامة أنه كان يلعب في مباراة كرة قدم متلفزة عندما وقع الهجوم ونفى هذه المزاعم. لكن تم تمديد اعتقاله لمدة 45 يومًا حيث قال أن قوات الأمن حاولت تعذيبه لانتزاع اعتراف منه. صرح للقناة الألمانية إيه آر دي: «لقد أمضوا ثلاث ساعات يضربونني بشدة على ساقي وهم يقولون أننا سنكسر عظامك وسندمر مستقبلك ولن تلعب كرة القدم مرة أخرى بهذه الأرجل». ثم أطلق سراحه بكفالة.
حوكم غيابياً (بعد فراره من البلد بكفالة) بتهمة تخريب مركز للشرطة وهو ما ينفيه وحكم عليه بالسجن لمدة عشر سنوات. تصف منظمة العفو الدولية هذه المحاكمة بأنها «غير عادلة». قيل أن التخريب المزعوم حدث في الوقت الذي كان يلعب فيه العريبي في مباراة كرة قدم متلفزة.
وقت الهجوم على مركز الشرطة هو المفتاح لحجة «حكيم العربي». قال شقيقه أن الهجوم وقع في السادسة والنصف مساءً لكن حكيم كان يلعب في مباراة متلفزة على الصعيد الوطني مع الشباب على ملعب المحرق من الساعة 5.30 مساءً إلى 7:30 مساءً وقد أكد اتحاد البحرين لكرة القدم ونادي الشباب واللاعبين الآخرين ذلك. تم تقديم لقطات من المباراة التي بثتها قناة البحرين الرياضية 1 والتي تظهر العريبي وهو يلعب. لكن الملاحقة القضائية قالت أن الغوغاء قد تجمعوا في وقت سابق وأن الهجوم وقع في الساعة الثامنة مساءً وأن حكيم كان سيحصل على ما يكفي من الوقت لمغادرة الملعب والمشاركة فيه.
تستند القضية برمتها التي قدمتها البحرين على اعتراف مزعوم من قبل شقيقه عماد إلى الشرطة البحرينية مما أدى إلى سجن عماد. قال معهد البحرين للحقوق والديمقراطية أن شهادة عماد تم الحصول عليها من خلال الإكراه البدني والنفسي.

### التحدث بعد الفرار من البلاد
في حديثه لوسائل الإعلام الدولية من أستراليا في عام 2016 قال العريبي أن على سلمان بن إبراهيم آل خليفة أحد أفراد العائلة المالكة الحاكمة في البحرين ومن ثم المترشح لمنصب رئيس الاتحاد الدولي لكرة القدم (الفيفا) أن يتم التحقيق فيه لاحتمال تورطه في التعذيب الجماعي «رياضيون ديمقراطيون» احتجوا على العائلة المالكة خلال احتجاجات عام 2011. كما اتهم العريبي سلمان بالتمييز ضد المسلمين الشيعة. خسر سلمان محاولته لرئاسة الفيفا لكنه بقي في منصب رئيس الاتحاد الآسيوي لكرة القدم وما زال نائبًا لرئيس الفيفا.

## اللجوء والحياة في أستراليا
اغتنم العريبي الفرصة للفرار من البلاد عندما خرج بكفالة ولعب لصالح منتخب البحرين الأولمبي في كأس الخليج للمنتخبات الأولمبية 2013 في قطر. هرب أولاً إلى إيران ثم إلى ماليزيا ثم إلى تايلاند ثم بعد ستة أشهر تقريبًا إلى أستراليا حيث طلب اللجوء في مايو 2014. منذ ذلك الحين عاش في ملبورن وتزوج من زوجته (التي كان يعرفها منذ كان عمره 17 سنة) ولعب في بطولات نصف محترفة. مُنح وضع اللاجئ في أستراليا عام 2017 والذي سمح له بالسفر مع الوثائق وضمان الحماية.
لعب كمدافع في العديد من الفرق نصف المحترفة في فيكتوريا وفريقه الحالي هو باسكو فال في ملبورن.

## الاحتجاز في تايلند في نوفمبر 2018
سافر العريبي وزوجته إلى تايلاند لقضاء شهر العسل لكن كلاهما اعتُقلا لدى وصولهما إلى مطار سوفارنابومي الدولي في بانكوك في 27 نوفمبر 2018 بناءً على طلب من السلطات البحرينية وردًا على إشعار أحمر من الإنتربول. تم نقل الزوجين إلى مركز سوان بلو لاحتجاز المهاجرين في 2 ديسمبر. أفرج عن زوجة العريبي في وقت لاحق وتم نقله إلى سجن بانكوك رمان.
أثيرت أسئلة حول دور الشرطة الفيدرالية الأسترالية في اعتقاله بعد أن تم الإبلاغ عن أن وكالة الأنباء الفرنسية تعمل كمنطقة داخلية للإنتربول قد أخطرت تايلند بوصوله ولم تبلغ عن وضعه كلاجئ. ومع ذلك تم رفض ذلك في بيان صحفي لاحق صدر عن حكومة أستراليا والذي قالت فيه أن البحرين أصدرت الإشعار الأحمر في 8 نوفمبر 2018. في 30 نوفمبر قام الإنتربول بإلغاء الإشعار الأحمر الذي تم إصداره بشكل خاطئ ويتعارض مع قواعد الإنتربول فيما يتعلق باللاجئين وطالبي اللجوء بناء على نصيحة من أستراليا.
في 4 فبراير 2019 وصل العريبي إلى محكمة بانكوك وتم تقييد قدميه أمام العديد من المؤيدين الدوليين وكاميرات الأخبار متوسلين عدم إعادته إلى البحرين. إلا أن مكتب المدعي العام التايلاندي قضى بأن البحرين لديها قضية «جنائية» مشروعة ومنحته المحكمة 60 يومًا حتى 5 أبريل لتقديم دفاعه القانوني لوقف تسليمه إلى البلد الذي ولد فيه. سيبقى في السجن التايلندي إلى حين مثوله أمام المحكمة في 22 أبريل بعد أن تم رفض الإفراج عنه بكفالة عندما يتم اتخاذ القرارات بشأن الشهود المسموح بهم وطول جلسة الاستماع.
لم يوافق «معهد البحرين للحقوق والديمقراطية» ومقره لندن على قرار تايلاند وإدانته غيابياً بالسجن لمدة عشر سنوات من قبل البحرين قائلاً أن توثيق محاكمة العريبي مليء «بالعيوب والتناقضات». محامية العريبي نهاهاسيري بيرغمان قالت: «من الواضح أن هذه قضية سياسية».
تايلند ليست من الدول الموقعة على الاتفاقية الخاصة بوضع اللاجئين لعام 1951 ولديها تاريخ من إعادة المجرمين المزعومين إلى بلادهم الأصلية ولها علاقات اقتصادية قوية مع البحرين.

### الحملات المحلية والدولية والاستجابات الأخرى
رداً على اعتقال العريبي أشارت منظمة العفو الدولية التي انتقدت انخفاض مستوى حقوق الإنسان في البحرين إلى أنه بموجب القانون الدولي يُحظر إعادة فرد إلى إقليم عندما يكون هناك خوف معقول من أن الفرد سوف يكون عرضة لخطر التعذيب أو غيره من الانتهاكات الخطيرة لحقوق الإنسان. يعتبر الإعادة القسرية انتهاكا جسيما لقانون حقوق الإنسان الدولي الأساسي.
تم الإبلاغ عن قضيته على نطاق واسع في المنافذ الإخبارية الرئيسية في جميع أنحاء العالم وتمت مقارنته بقضية المرأة السعودية رهف القنون التي تم اعتقالها في بانكوك في 5 يناير 2019 بطلب من السلطات السعودية بعد فرارها من البلاد ولكن تم الإفراج عنها بعد انتقادات على وسائل التواصل الاجتماعي وتدخل الأمم المتحدة بعد منحها حق اللجوء في كندا.
أنشأت منظمة العفو الدولية في أستراليا حملة «اكتب من أجل الحقوق» للأفراد لإرسال البريد الإلكتروني للمسؤولين التايلانديين عبر موقعهم على الإنترنت مما جذب 53,218 موقعًا في 4 فبراير 2019.
طالب كل من حكومة أستراليا واتحاد أستراليا لكرة القدم واتحاد لاعبي كرة القدم المحترفين في أستراليا والاتحاد الدولي لكرة القدم جميعًا بإطلاق سراحه والعودة إلى أستراليا. دعا الفيفا إلى عودة العريبي إلى أستراليا في أوائل ديسمبر 2018 في اتصالاته مع اتحاد أستراليا لكرة القدم (على الرغم من أنه لم يصدر بيانًا إعلاميًا حتى يناير) ودعا الاتحاد إلى عودته إلى أستراليا في 10 ديسمبر.
قام كرايغ فوستر قائد منتخب أستراليا السابق وكبير محللي كرة القدم في خدمة البث الخاصة أستراليا وممثل اتحاد لاعبي كرة القدم المحترفين في أستراليا بحملة لصالح العريبي منذ انتشار أخبار اعتقاله. سافر إلى سويسرا لتقديم التماس بأكثر من 50000 توقيع يطالب بالإفراج عن لاعب كرة القدم المعتقل وأجرى محادثات مع السكرتيرة العامة في الفيفا فاطمة سامورا في 29 يناير 2019. كما قضى بعض الوقت في تايلاند يتحدث إلى فريق العريبي القانوني وزار العريبي في السجن. تمت مشاركة العديد من تغريدات فوستر في هذا الموضوع على نطاق واسع وكان علامة المربع #SaveHakeem يتصدر منصات وسائل الإعلام الاجتماعية. انضم إلى فوستر في تايلاند فرانسيس أوارتييف لاعب كرة القدم الأسترالي السابق والإداري السابق في نادي ملبورن فيكتوري ونائب رئيس فيفبرو (الاتحاد الدولي للاعبي كرة القدم المحترفين) الذي قال في 4 فبراير أن الحكومة الأسترالية القيام بعمل جيد حتى الآن ولكن هناك حاجة للقيام بالمزيد. قال فوستر أنه يجب فرض عقوبات كروية على تايلاند والبحرين.
انضمت فرق كرة قدم أسترالية إلى نادي باسكو فالي لكرة القدم في الدعوة إلى إطلاق سراحه وتنظيم احتجاجات وارتداء شارات والتوقف عن التصفيق لمدة دقيقة في مباريات الدوري في جميع أنحاء البلاد.
في يوم 28 يناير عام 2019 قدم نادي تشانغراي يونايتد لكرة القدم بطل كأس الاتحاد التايلاندي الحالي أصبح أول ناد تايلاندي يدعم علانية لاعب كرة القدم المعتقل ورئيس النادي ميتي تيابيرات على صفحة النادي على فيسبوك يدعو أنصاره لمطالبة الحكومة التايلاندية بالوفاء بالتزاماتها الدولية.
في 29 يناير 2019 دعا الاتحاد الآسيوي لكرة القدم إلى الإفراج عن العريبي بعد تعرضه للانتقاد بسبب تقاعسه على الرغم من أن سلمان لم يدلي بأي تصريح علني بنفسه. يسعى رئيس اتحاد أستراليا لكرة القدم إلى الحصول على مكان في السلطة التنفيذية في الاتحاد الآسيوي لكرة القدم.
في 4 فبراير 2019 قام نجم كرة القدم الدولي ديدييه دروغبا وجيمي فاردي بالتغريد.
بعد حكم محكمة بانكوك في 4 فبراير حث السفير الأسترالي المعين في تايلاند آلان ماكينون رئيس الوزراء التايلاندي على السماح للعريبي بالعودة إلى أستراليا قائلاً أنه يملك القدرة على التدخل وإطلاق سراحه في أي وقت القيام بذلك. كما حضر خارج قاعة المحكمة سفراء وممثلين من الولايات المتحدة ودول الاتحاد الأوروبي والاتحاد الدولي لكرة القدم بالإضافة إلى جماعات حقوق الإنسان ومناصرين للعريبي. حضر ممثلو 14 دولة الجلسة.
في 6 فبراير 2019 وفي المقام الأول من العقوبات الرياضية تم إلغاء معسكر منتخب أسستراليا الأولمبي في تايلاند من قبل اتحاد أستراليا لكرة القدم وتم البحث عن بدائل. في 6 فبراير 2019 أيضًا قامت تويتر سبورتس بتغريد لقطة من خريطة علامات الصدارة تبين أن هناك ما يقرب من مليون تغريدة بعلامة المربع #SaveHakeem من جميع أنحاء العالم مما يدل على تركيز عال في تايلاند.
في 7 فبراير 2019 دعا ائتلاف مكون من 57 مجموعة من جماعات حقوق الإنسان والحريات المدنية التايلاندية وأكاديميين وشخصيات قانونية بارزة الحكومة التايلاندية إلى إطلاق سراح العريبي مشيرًا إلى الطابع السياسي للاتهامات و«الاضطهاد والتعذيب والمعاملة القاسية أو وضع مهدد للحياة» قد يتعرض له العريبي إذا تم تسليمه.

### ردود الحكومة الأسترالية
في أوائل ديسمبر 2018 قالت وزيرة الخارجية ماريز باين أنها رفعت الأمر مع نظيرها التايلاندي دون برامودويناي طالبة السماح للعريبي بالرجوع إلى ملبورن في أقرب وقت ممكن. يسمح وضعه كمقيم دائم بالبقاء في أستراليا إلى أجل غير مسمى والسفر إلى الخارج طالما أنه لا يسافر إلى البحرين.
في 30 يناير 2019 ورد أن رئيس الوزراء الأسترالي سكوت موريسون دعا نظيره التايلاندي برايوت تشان أوتشا قبل بضعة أيام في رسالة مشددًا على أن العريبي قد صدرت له تأشيرة حماية دائمة من أستراليا بعد تعمد ونظر في العملية وأن إعادة لاعب كرة القدم إلى البحرين من شأنه أن ينتهك حقوقه بموجب القانون الدولي لحقوق الإنسان.
في أواخر شهر يناير قال مكتب ماريز باين أن حكومتها تبذل «جهودًا مكثفة» نيابة عن العريبي.
في 5 فبراير 2019 حثت الحكومة الأسترالية تايلاند على ممارسة سلطتها التقديرية لتحرير لاعب كرة القدم قائلة: «لقد أكد مكتب المدعي العام في تايلاند علنا أن قانون تسليم المجرمين في تايلاند يسمح بالسلطة التنفيذية في مثل هذه الحالات. أكد ذلك المدعي العام أيضا في سياق جلسة الأمس».
في 7 فبراير 2019 رداً على البيان الصحفي الصادر عن وزارة الخارجية التايلاندية في 6 فبراير ونائب الأمين الدائم تاني ثونغباكدي في وقت سابق من يوم 7 فبراير أصدرت الحكومة الأسترالية بيانا قالت فيه: «إن أستراليا لم تصدر أبدا أي إشعار أحمر» ضد العريبي. أصدر هذا الإشعار الأحمر من قبل البحرين في 8 نوفمبر 2018 واستطرد قائلاً أن النشرة الحمراء لم يكن يجب إصدارها بسبب وضعه كلاجئ محمي وكان هذا خرقا للوائح الانتربول. الحكومة الأسترالية لم تكن في البداية على علم بذلك تماشياً مع الإجراء الذي أخطرت به تايلند بسفره. عندما علموا بالوضع تأكدوا من إلغاء النشرة الحمراء في أقرب وقت ممكن في 30 نوفمبر. قال ممثلو الحكومة الأسترالية بشكل لا لبس فيه في العديد من المناسبات أن العريبي يجب إعادته إلى أستراليا في أقرب وقت ممكن.

### ردود الحكومة التايلندية
في 5 فبراير 2019 كسر رئيس الوزراء التايلاندي برايث تشان أوشا صمته بشأن هذه المسألة وأخبر المراسلين بعدم «القفز إلى استنتاجات» بشأن الحكم وعدم تسييس القضية وعلّقوا بأن وزارة الخارجية تعمل مع كل من أستراليا والبحرين لإيجاد حل. قال وزير الخارجية دون برامودويناي أنه يتعين على أستراليا والبحرين التفاوض على حل مع استعداد تايلاند للتوسط وأن «حكيم الآن سيكون تحت رعاية السلطات التايلاندية». قال رئيس الوزراء الأسترالي سكوت موريسون أنه تلقى رداً على رسالته إلى تشان أوشا لكنه كتب له مرة أخرى بعد أن انزعج من ظهور العريبي بالأغلال في جلسة الاستماع في اليوم السابق. دافع رئيس سجون تايلند عن قرار استخدام القيود على ساقيه بعد أن التقطت الصور والفيديو للعريبي في السلاسل وعلامة السجن تهيمن على لوحات المناقشة الإعلامية المحلية.
في 6 فبراير 2019 أصدرت وزارة الشؤون الخارجية التايلاندية بيانًا صحفيًا من ثماني نقاط مؤكدة على دور تايلاند كطرف غير مهتم أصبح متشابكًا عن غير قصد في نزاع بين أستراليا والبحرين ولكن كدولة ذات سيادة عليها «التزامات قانونية والتزامات تجاه المجتمع الدولي». أعرب عن أمله في أن «يكون لدى أستراليا والبحرين النوايا الحسنة للعمل معا بجدية من أجل إيجاد حل يربح فيه الجميع».
في 7 فبراير 2019 قال نائب الأمين الدائم لوزارة الخارجية ثاني ثونغباكدي أن الفرع الأسترالي للإنتربول أرسل بريدًا إلكترونيًا إلى الفرعين التايلندي والبحريني في صباح 27 نوفمبر لتنبيههم إلى حقيقة أن العريبي كان مسافراً إلى بانكوك خضع لإشعار أحمر. في وقت لاحق من ذلك اليوم تلقى التايلانديون مذكرة من السفارة البحرينية تبلغهم على نحو مشابه بأن العريبي سيصل قريباً إلى تايلاند وأن لديه إشعارًا أحمرًا ويطلب التعاون معهم. قال ثونغباكدي أن النشرة الحمراء أصدرتها البحرين في أغسطس 2018. قال أيضاً أنه كان من الممكن أن يتدخل رئيس الوزراء التايلاندي في القضية ولكن فقط بعد أن يكون طلب التسليم قد مر بالمحكمة واستنفدت جميع الطعون.

### ردود الحكومة البحرينية
لم تذكر البحرين الكثير عن القضية علنا لكن وزير الداخلية راشد بن عبد الله آل خليفة أصدر بيانا يدين التدخل الخارجي في الشؤون الداخلية للبحرين قائلا أن منتقدي المحاكم البحرينية يجب أن يتذكروا أن العريبي قد أفرج عنه بكفالة وسمح له بالسفر إلى قطر للعب مع منتخب البحرين الأولمبي.

## روابط خارجية
- حكيم العريبي على موقع ناشيونال فوتبول تيمز (الإنجليزية)
- حكيم العريبي على موقع Soccerway.com (الإنجليزية)